# Ahmet Güven
Ahmet Güven (* 15. August 1985 in Samsun) ist ein türkischer Fußballspieler.

## Karriere
Güven startete mit dem Vereinsfußball 2000 in der Jugend seines Heimatvereins Samsunspor. Weil ihm hier kein Profivertrag angeboten wurde, wechselte Güven 2005 zum Istanbuler Zweitligisten Maltepespor. Hier spielte er eineinhalb Spielzeiten lang, in denen er überwiegend auf der Ersatzbank saß und je Saison nur vier Ligaspiele absolvierte. Anschließend heuerte Güven zur Winterpause 2006/07 beim Hauptstadtverein Etimesgut Şekerspor an. Bei diesem Verein gelang ihm auf Anhieb der Sprung in die Stammelf. Für die Saison 2008/09 wurde Güven an den Ligakonkurrenten Erzurumspor ausgeliehen. Bei Erzurumspor erzielte er bis in die Winterpause zehn Tore in 19 Ligaspielen. Diese Leistung veranlasste seinen Verein dazu, Güven frühzeitig zur Rückrunde zurückzuholen. Auch bei Şekerspor setzte Güven sein Formhoch fort und erzielte bis zum Saisonende 13 weitere Tore. Damit wurde Güven zu einem der erfolgreichsten Torschützen der Saison. In der nächsten Spielzeit, der Saison 2009/10, behielt Güven weiterhin seine Torjägerqualitäten und wurde mit 26 Toren wieder einer der erfolgreichsten Torjäger der Saison.
Durch seine Leistungen in den letzten zwei Spielzeiten wurden mehrere Vereine der oberen Ligen auf Güven aufmerksam und versuchten ihn zu verpflichten. Güven einigte sich mit dem Zweitligisten Orduspor und wechselte mit einem Dreijahresvertrag zum Sommer 2010 in die TFF 1. Lig. Bei Orduspor kam er nur zögerlich zum Einsatz. Zum Saisonende wurde er aber mit seinem Verein Playoffsieger und stieg somit in die Süper Lig auf. Nach diesem Erfolg wurde Güven seitens Orduspor eine Vertragsauflösung näher gelegt. Güven stimmte der Auflösung zu und wechselte zur neuen Saison zum Drittligisten Şanlıurfaspor. Bei diesem Verein überzeugte er auf Anhieb und hatte mit seinen 17 Ligatoren maßgeblichen Anteil daran, dass sein Verein als Meister der TFF 2. Lig in die TFF 1. Lig aufstieg.
Nach dem Aufstieg mit Şanlıurfaspor verließ er nach dem Auslaufen seines Einjahresvertrages Urfa und wechselte innerhalb der Liga zu Polatlı Bugsaşspor. Zum Sommer 2013 heuerte Güven zusammen mit seinem Teamkollegen Muhammed Bayır und Galip Güzel beim Zweitligisten Ankaraspor an. Dabei war sein vorheriger Verein der Zweitverein von Ankaraspor. Für die Rückrunde der Saison 2013/14 wurde er an Keçiörengücü ausgeliehen.

## Erfolge
Mit Orduspor
- Meister der TFF 3. Lig: 2010/11
- Aufstieg in die TFF 2. Lig: 2010/11

Mit Şanlıurfaspor
- Meister der TFF 2. Lig: 2011/12
- Aufstieg in die TFF 1. Lig: 2011/12